# Presidente da Comissão Militar Central do Partido Comunista da China

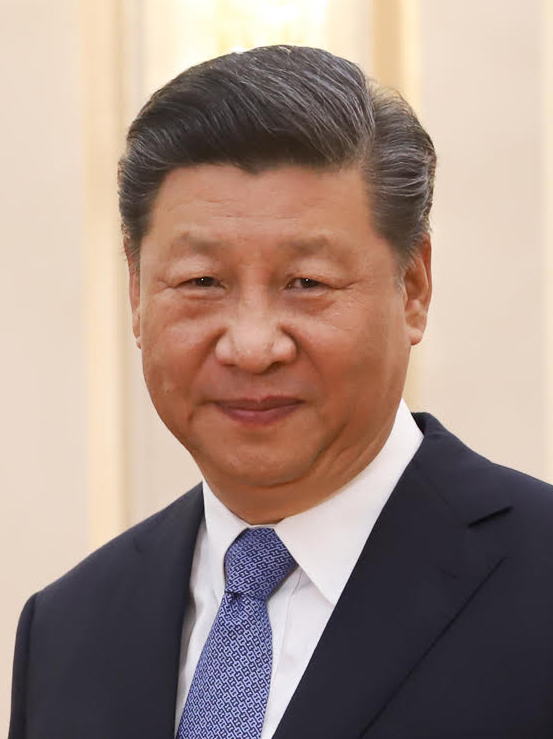
Xi Jinping, o atual ocupante do cargo

O Presidente da Comissão Militar Central é o chefe da Comissão Militar Central (CMC) do Partido Comunista Chinês (PCC) e, portanto, o comandante-chefe do Exército de Libertação Popular. O titular do cargo geralmente é o secretário-geral da CCP ou o presidente do PCC.
De acordo com o Capítulo 3, Seção 4 da Constituição da República Popular da China, “A Comissão Militar Central da República Popular da China dirige as forças armadas do país. A Comissão Militar Central é composta por: O Presidente; Os vice-presidentes; e membros". O mandato da Comissão Militar Central é o mesmo do Congresso Nacional do Povo. Duas pessoas atuam atualmente como vice-presidentes.
O presidente do CMC é o comandante supremo das maiores forças militares do mundo, o Exército Popular de Libertação, a Polícia Armada do Povo e a milícia do Exército Popular de Libertação. Além disso, o governante detém a autoridade de comando sobre os arsenais nucleares .